# Le Proscrit (série télévisée)
Pour les articles homonymes, voir Le Proscrit.
Le Proscrit (Branded) est une série télévisée américaine en 48 épisodes de 30 minutes, créée par Larry Cohen et diffusée entre le 24 janvier 1965 et le 24 avril 1966 sur le réseau NBC.
En France, la série a été diffusée à partir du 25 juin 1971 sur la première chaîne de l'ORTF.

## Synopsis
En 1880, le capitaine de cavalerie Jason McCord est renvoyé de l'armée américaine sur une accusation injustifiée de couardise et commence à voyager à travers le Far West, où il va vivre diverses aventures, devant sans cesse prouver que sa réputation de couard est injustifiée.
Il finit par déjouer un complot au péril de sa vie, sauvant ceux-là mêmes qui l'ont désavoué.

## Distribution
- Chuck Connors : Jason McCord
- William Bryant : Ulysses S. Grant (9 épisodes)
- John Pickard : Philip Sheridan (6 épisodes)
- John Carradine : Général Josh McCord (6 épisodes)
- Martin Landau : Edwin Booth
- H.M. Wynant : Lionel McAllister (5 épisodes)
- Jim Davis : James Swaney (4 épisodes)
- Lee Van Cleef : Charlie Yates (4 épisodes)

## Épisodes
- 19 épisodes ont été doublés en français.

### Première saison (1965)
Composée de seize épisodes tournés en noir et blanc, sauf The Mission en trois parties, tourné en couleurs et sorti en tant que film de 89 minutes sous le titre Broken Sabre en y ajoutant quelques scènes. Elle a été diffusée du 24 janvier au 23 mai 1965.
1. Survival
2. The Vindicators
3. The Test
4. Rules of the Game
5. The Bounty
6. Leap Upon Mountains...
7. Coward Step Aside
8. Le Sabre Brisé (1/3) (The Mission: Part 1)
9. Le Sabre Brisé (2/3) (The Mission: Part 2)
10. Le Sabre Brisé (3/3) (The Mission: Part 3)
11. The First Kill
12. Very Few Heroes
13. One Way Out
14. That the Brave Endure
15. A Taste of Poison
16. Price of a Name

### Deuxième saison (1965-1966)
Composée de 32 épisodes tout en couleurs, elle a été diffusée du 12 septembre 1965 au 24 avril 1966.
1. Judge Not
2. Un Homme comme les Autres (Now Join the Human Race)
3. Mightier Than the Sword
4. J'ai Tué Jason McCord (I Killed Jason McCord)
5. The Bar Sinister
6. Seward's Folly
7. Fausse Réhabilitation (Salute the Soldier Briefly)
8. De l'Or en Bière (The Richest Man in Boot Hill)
9. Fill No Glass for Me: Part 1
10. Fill No Glass for Me: Part 2
11. The Greatest Coward on Earth
12. 10 000 Dollars pour Durango ($10,000 for Durango)
13. Romany Roundup: Part 1
14. Romany Roundup: Part 2
15. A Proud Town
16. Les Chevaliers de la Liberté (The Golden Fleece)
17. The Wolfers
18. This Stage of Fools
19. A Destiny Which Made Us Brothers
20. La Provocation (McCord's Way)
21. Un Beau Jour pour une Pendaison (Nice Day for a Hanging)
22. Les Barbelés (Barbed Wire)
23. Le Docteur Miller (Yellow for Courage)
24. La Chevauchée Sauvage (1/3) (Call to Glory: Part 1)
25. La Chevauchée Sauvage (2/3) (Call to Glory: Part 2)
26. La Chevauchée Sauvage (3/3) (Call to Glory: Part 3)
27. The Ghost of Murietta
28. Les Assassins (1/2) (The Assassins: Part 1)
29. Les Assassins (2/2) (The Assassins: Part 2)
30. Headed for Doomsday
31. Le Train du Progrès (Cowards Die Many Times)
32. Kellie